# ليزا جاكسون (مؤلفة)
ليزا جاكسون (بالإنجليزية: Lisa Jackson)‏ (1951، واشنطن في الولايات المتحدة)؛ كاتِبة وروائية أمريكية.

## روابط خارجية
- ليزا جاكسون على موقع ميوزك برينز (الإنجليزية)
- ليزا جاكسون على موقع ديسكوغز (الإنجليزية)